# Canadian Northern Railway

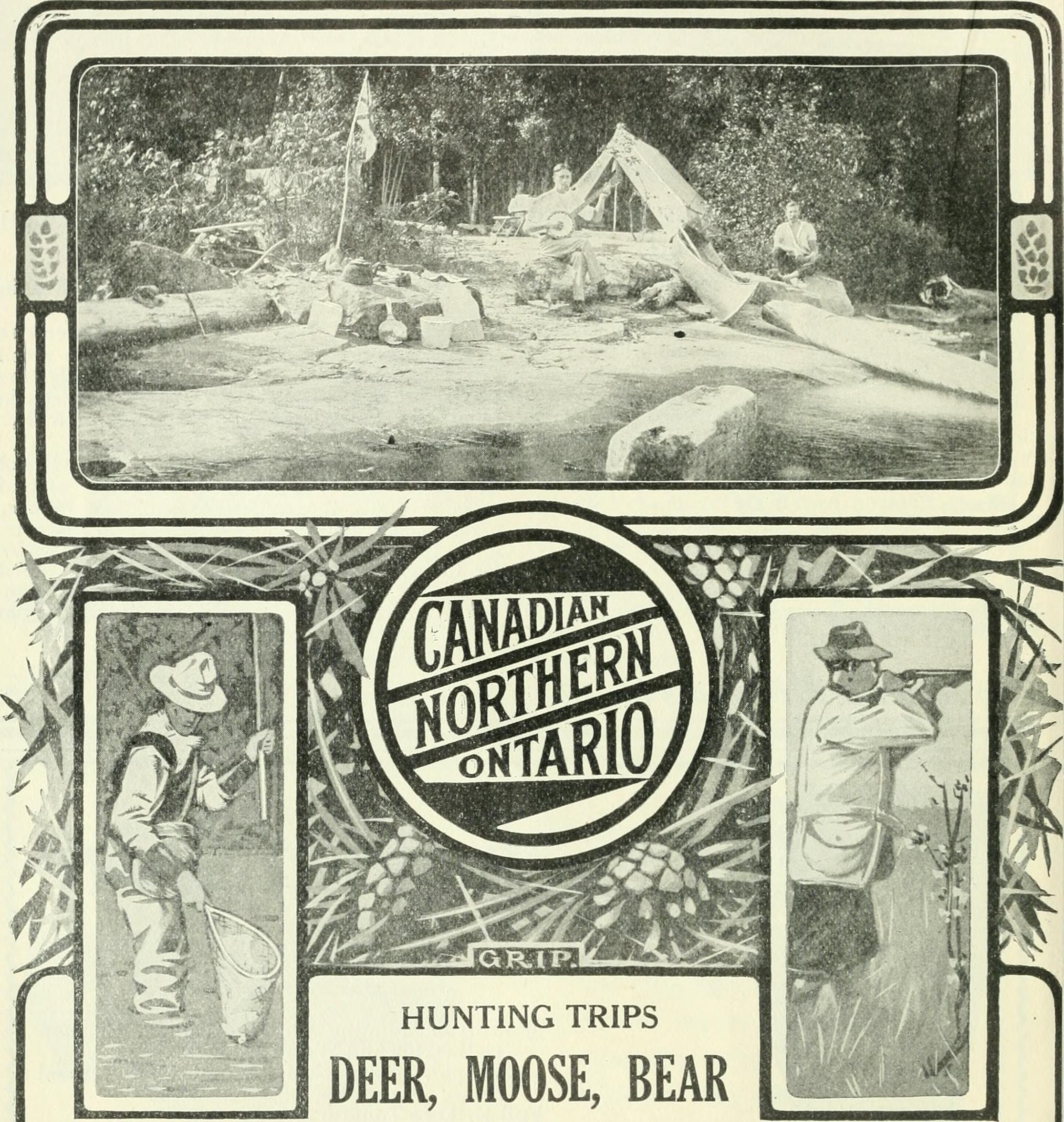
Anzeige für Jagdreisen: Hirsche, Elche und Bären (1898)

Die Canadian Northern Railway ist eine ehemalige Eisenbahngesellschaft in Kanada, die von 1899 bis 1923 bestand. Wie auch die Grand Trunk Pacific Railway sollte sie eine Konkurrenz zur erfolgreichen transkontinentalen Strecke der Canadian Pacific Railway bilden.
Die Gesellschaft wurde 1899 von William Mackenzie und Donald Mann durch den Zusammenschluss kleinerer Eisenbahngesellschaften in Manitoba gegründet. Die transkontinentale Verbindung entstand weniger durch den Bau einer großen durchgehenden neuen Strecke, sondern durch den Aufkauf und den Zusammenschluss existierender Eisenbahnstrecken. Im Jahr 1905 erreichte sie Edmonton und 1915 betrieb sie schließlich eine Strecke von Montreal bis Vancouver (die westliche Endstation, der Bahnhof Pacific Central, konnte jedoch erst 1919 eröffnet werden). Die transkontinentale Strecke verlief über Toronto, Winnipeg, Edmonton und überquerte die Rocky Mountains am Yellowhead Pass nahe der Strecke der Grand Trunk Pacific Railway. Nach finanziellen Schwierigkeiten wurde die Gesellschaft 1918 von der kanadischen Regierung übernommen und 1923 Teil der Canadian National Railway (damals Canadian National Railways).
Auf einem ehemaligen Betriebsgelände bei Edmonton befindet sich heute das Alberta Railway Museum.
Siehe auch: Geschichte der Eisenbahn in Nordamerika